# Sombre
Sombre is een verzameling van drie liederen gecomponeerd door Kaija Saariaho.
Het werk kwam tot stand dankzij een voorstel van pianiste Sarah Rothenberg. Zij kwam met het verzoek om een stuk, dat zij met "haar" Da Camera of Houston, kon uitvoeren in de Rothko Chapel in Houston. Saariaho bedacht, uitgaande van het werk van schilder Mark Rothko, dat het enigszins somber en ontwrichtend moest klinken. Zij nam daartoe een drietal gedeeltes van teksten van Ezra Pound en zette daar muziek onder. Rothko is verder terug te vinden in de structuur van de drie liederen. Ze beginnen elk met een solo voor de basfluit, waarna in het tweede deel van ieder lied, de tekst pas komt. Dat zou volgens Saariaho een weergave zijn van veel schilderijen van Rothko, waarbij de ene helft een reactie/weerspiegeling is van de andere helft.
Saariaho was gewend om bij werken waarbij de dwarsfluit een belangrijke rol speelt, Camilla Hoitenga in te schakelen. Samen bezochten zij dan ook die Rothko Chapel. Voor de zangstem had ze Daniel Belcher op het oog. De Serge Koussevitzky Stichting betaalde mee aan dit werk. Sombre is opgedragen aan die dirigent en zijn vrouw Natalie.
Sombre:
- Canto CXVIII (M'amour, m'amour)
- Canto CXX (I have tried to write paradise)
- Fragment (That her acts, Olga's acts of beauty be remembered)

De eerste uitvoering van Sombre vond plaats op 23 februari 2012 in de Rothko Chapel. Daniel Belcher (zangstem), Camilla Hoitenga (fluit), Da Camera of Houston waren de uitvoerenden. De instrumentatie was bariton, basfluit, harp, contrabas en percussie.